# Kathrin Schmack
Kathrin Schmack es una deportista alemana que compitió para la RFA en remo. Ganó una medalla de bronce en el Campeonato Mundial de Remo de 1988, en la prueba de cuatro sin timonel ligero.

## Palmarés internacional
| Campeonato Mundial | Campeonato Mundial | Campeonato Mundial | Campeonato Mundial        |
| Año                | Lugar              | Medalla            | Prueba                    |
| ------------------ | ------------------ | ------------------ | ------------------------- |
| 1988               | Milán (Italia)     | Medalla de bronce  | Cuatro sin timonel ligero |